# Conseil scientifique
Pour les articles homonymes, voir CS.
Ne doit pas être confondu avec Conseil scientifique Covid-19.
Cet article court présente un sujet plus développé dans : Université en France.
Le conseil scientifique ou CS est l'un des trois conseils consultatifs prévus par le statut des universités françaises avec le conseil des études et de la vie universitaire et le conseil administratif. Cette instance a été mise en œuvre dans le cadre de la loi Savary sur l'enseignement supérieur (1984)